# Зинаида Тарсийская
Зинаида Тарсийская (I век) — раннехристианская святая, почитаемая как мученица. Память совершается в Православной церкви 11 октября (по юлианскому календарю, 24 октября по н. ст.), в Католической - 11 октября по григорианскому календарю.
Согласно житию, Зинаида вместе со своей сестрой Филонилой приходилась родственницей или двоюродной сестрой Апостола Павла. 
Сёстры были уроженками Тарса, после проповеди Павла они оставили свой дом и поселились в пещере близ города Димитриады. Житие сообщает, что Зинаида была врачом и исцеляла бесплатно нуждающихся. Сёстры приняли мученическую смерть от язычников через побиение камнями.